# Frattini (metropolitana di Milano)
Frattini è una stazione della linea M4 della metropolitana di Milano.
La stazione è situata a Milano in piazza Pietro Frattini.

## Storia
Il 1º febbraio 2015 sono state consegnate le aree per un successivo inizio dei lavori al consorzio di imprese che ha realizzato l'opera.
Il 26 febbraio 2015 sono iniziati i lavori di costruzione veri e propri, con la modifica della viabilità di superficie.
L'11 marzo 2021 è iniziato lo smontaggio del cantiere lato ovest della piazza. La stazione è stata inaugurata il 12 ottobre 2024, in concomitanza con l'apertura dell'intera linea M4.

## Servizi
La stazione dispone di:
- Accessibilità per portatori di handicap
- Ascensori
- Scale mobili
- Emettitrice automatica biglietti
- Stazione video sorvegliata
- Servizi igienici